# Robert M. La Follette, Sr.
Robert Marion La Follette (Primrose, 14 de junho de 1855 - Washington, 18 de junho de 1925) foi um politico americano, membro da Câmara dos Representantes, senador e governador do Wisconsin. Ele concorreu para Presidente nas eleições de 1924, mas ficou em terceiro lugar com quase 17% dos votos populares.
La Follette nasceu no dia 14 de junho de 1855 em Primrose, Wisconsin. Ele estudou na Universidade de Wisconsin-Madison. La Follette foi casado com Belle Case Le Follette de 1881 até sua morte em 1925. Eles tiveram quatro filhos.
De 1901 até 1906, La Follette serviu como governador de Wisconsin, de 1906 até sua morte foi senador pelo mesmo estado. No Senado, ele se opôs ao envolvimento americano na Primeira Guerra Mundial, ele defendeu fortemente leis sobre o trabalho infantil, segurança social,  sufrágio feminino, e outras reformas progressistas.
Na corrida presidencial de 1924 disputou a presidência pelo partido progressista ele chegou em terceiro lugar, atrás do Presidente Calvin Coolidge e do candidato democrata John W. Davis, La Follette obteve 4.822.856 votos de um total de 21 milhões, ou 16,67% dos votos, conquistando 13 votos eleitorais de Wisconsin, seu estado natal, e ficando em segundo em 11 estados do leste. Seus partidários eram norte-americanos, principalmente os descendentes de alemães, ferroviários, alguns sindicalistas, os membros do Partido Socialista americano, os agricultores, e alguns ex-partidários de Theodore Roosevelt.
Os 17% dos votos de Robert La Follette representam a melhor colocação para um terceiro lugar nas eleições norte americanas, só superado por Theodore Roosevelt em 1912 e Ross Perot, em 1992.
Dois de seus filhos entraram para a politica, Robert Marion La Follette Jr. foi senador de Wisconsin de 1925 a 1947; E Philip La Follette foi governador do Wisconsin por dois mandatos não consecutivos durante a década de 1930.
Robert morreu em 18 de junho de 1925, em Washington, DC de uma doença cardíaca, ele tinha 70 anos.